# Tour de Belém
Pour les articles homonymes, voir Belém (homonymie).
La tour de Belém a été construite sur les bords du Tage, dans la freguesia de Santa Maria de Belém, entre 1514 et 1519 par le roi Manuel Ier de Portugal pour garder l'entrée du port de Lisbonne. Il revêtait une grande importance dans l’époque des découvertes en Europe, car il servait à la fois de forteresse et de port d’origine des explorateurs portugais pour établir ce qui serait le premier commerce européen avec la Chine et l’Inde. Elle a été inscrite sur la liste du patrimoine mondial de l'UNESCO en 1983, conjointement avec le monastère des Hiéronymites.
La tour de Belém est considérée comme étant l'une des œuvres majeures du style manuélin. Sous ses terrasses, ses balcons et ses échauguettes mauresques, cette citadelle, édifiée au XVIe siècle par Francisco de Arruda pour abriter les capitaines du port, a vu passer les caravelles en partance pour les côtes de Guinée.

## Histoire

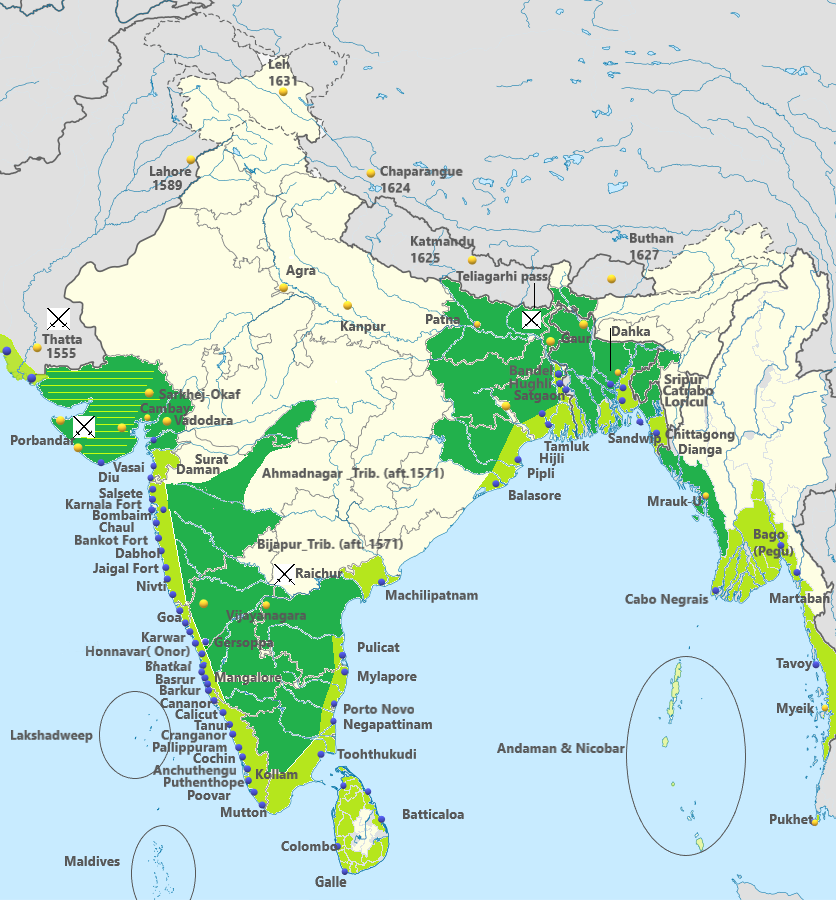
Présence et influence portugaise en Inde et dans l'Himalaya aux.

La tour de Belém fut construite afin de servir à la fois de porte d'entrée à la ville de Lisbonne mais aussi en tant que partie intégrante du système de défense protégeant l'embouchure du Tage et le monastère des Hiéronymites, lesquels constituaient des points stratégiques pour envahir la ville. Ce système de défense fut commencé par le roi Jean II de Portugal (1455-1495), qui fit construire les forteresses de Cascais et de São Sebastião da Caparica. Les rivages de Belém étaient protégés par un vaisseau, la Grande Nau, qui fut remplacée par la tour de Belém au cours des cinq dernières années du règne du roi Manuel Ier de Portugal.

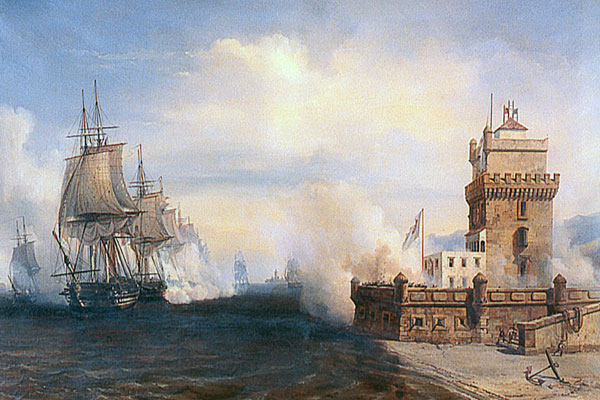
La flotte française devant la tour de Belém pendant le combat du Tage, 11 juillet 1831.

La tour fut construite entre les années 1515 et 1521 par l'architecte militaire Francisco de Arruda, lequel était déjà le concepteur de plusieurs forteresses élevées au Maroc, sur les terres possédées par les Portugais. L'influence de l'art mauresque est manifeste dans les décorations délicates des fenêtres et balcons cintrés, ainsi que sur les coupoles cannelées des échauguettes. Il est probable que Diogo de Boitaca, premier architecte du monastère des Hiéronymites, ait également participé à la décoration du bâtiment. Les mâchicoulis et les créneaux sont décorés par de riches ornements sculpturaux, typiques du style manuélin.
En 1580, quand Lisbonne fut envahie par les troupes espagnoles au cours de la lutte pour le trône portugais, la tour combattit et se rendit au duc d'Albe, Ferdinand Alvare de Tolède. Pendant les siècles qui suivirent, la tour fut principalement utilisée comme une prison, dont les cellules souterraines étaient régulièrement inondées. Du fait de sa hauteur et de son manque de dissimulation dans le paysage, certains historiens pensent que la tour devait servir principalement d'avant-poste.
La tour, construite sur un petit îlot proche des bords du Tage, a vu le rivage nord se rapprocher progressivement avec le temps. Certains guides affirment que la tour se trouvait au centre du Tage et que le tremblement de terre de 1755 aurait modifié son cours, rapprochant la tour du rivage - cette version a cependant été infirmée.
Dans les années 1840, sous l'impulsion de l'écrivain Almeida Garrett, la tour de Belém fut restaurée par le roi Ferdinand II de Portugal. À la même époque, quelques éléments décoratifs néo-manuelins furent ajoutés au bâtiment.
Le bâtiment fut déclaré monument national en 1910.

## Art et architecture
La tour de Belém est considérée comme étant l'une des œuvres majeures du style manuélin, notamment grâce à ses nombreux motifs typiquement manuélins comme la sphère armillaire (symbole de Manuel Ier), la croix de l'ordre du Christ (auquel Manuel Ier appartenait) ou les croisées d'ogives élaborées. Cependant, certains ornements de la tour datent de sa restauration, au milieu du XIXe siècle, tels que les boucliers arborant la croix de l'ordre militaire du Christ, décorant les créneaux ainsi que le petit cloître. Les décorations les plus travaillées font face au Tage.

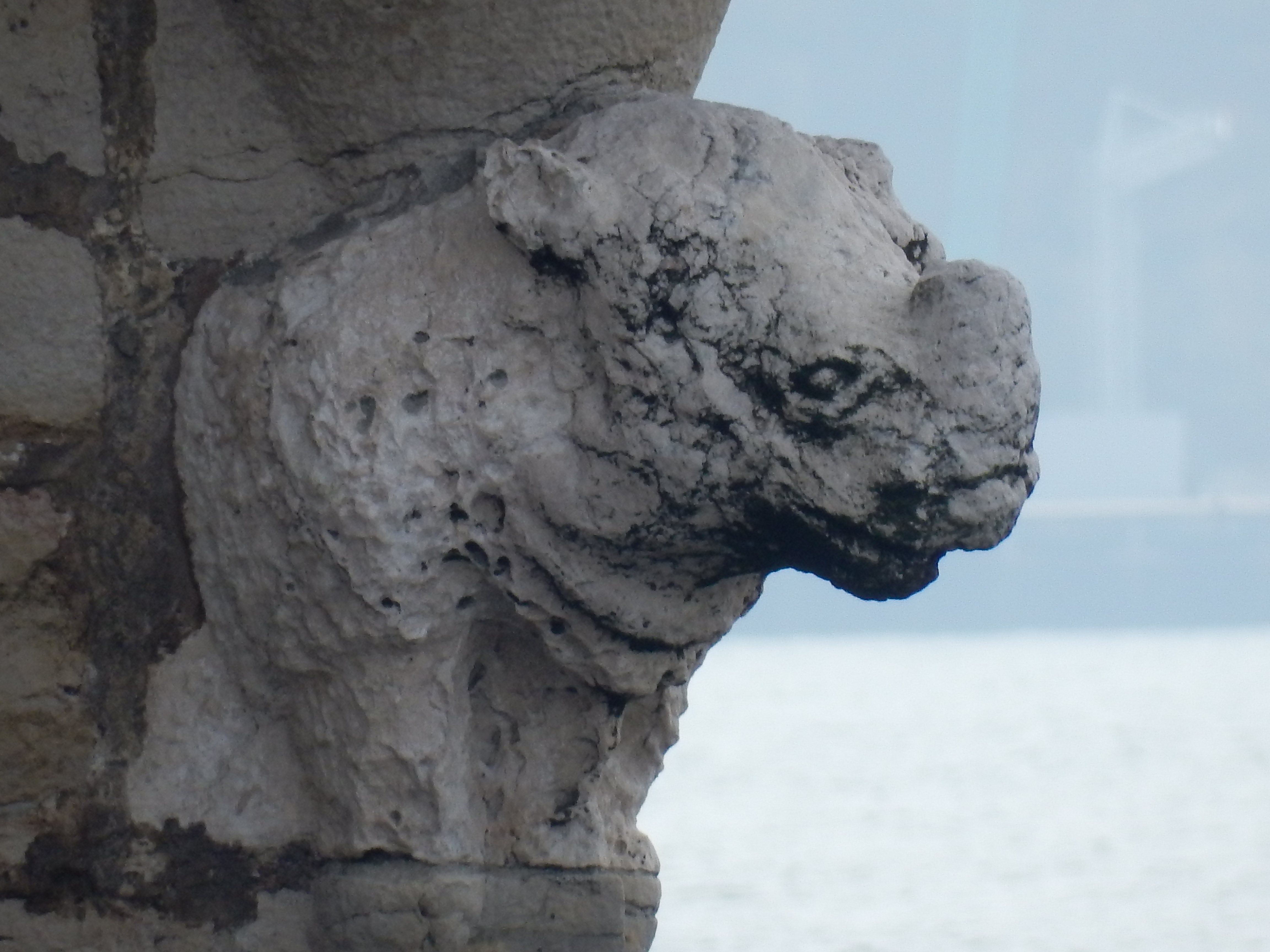
Rhinocéros indien sculpté dans la Tour de Belém

D'un point de vue architectural, la tour de Belém peut être divisée en deux parties : le bastion, en forme d'hexagone irrégulier, et la tour de quatre étages, qui se dresse sur la face Nord du bastion. L'ensemble du bâtiment figurant la proue d'une caravelle.
Le bastion présente une pièce voûtée, la casemate, avec des ouvertures dans les murs de 3,5 m d'épaisseur pour les 17 canons à culasse de gros calibre. Le toit ouvert au centre de la casemate facilitait la dispersion des fumées générées par l'utilisation de ces canons. La plate-forme du bastion pouvait également servir de position pour des armes de calibre plus petit. La tour de Belém était la première fortification portugaise avec deux étages de positions de tir, marquant une nouvelle évolution de l'architecture militaire. Les coins de cette plate-forme, ainsi que le haut de la tour, sont munis d'échauguettes surmontées de coupoles rappelant l'art mauresque. La base des échauguettes présente des images d'animaux sauvages, dont un rhinocéros qui est considéré comme la première sculpture de  cet animal dans l'art d'Europe Occidentale. Ce rhinocéros était probablement l'un de ceux que Manuel Ier envoya au pape en 1515. La plate-forme comporte également, faisant face à la tour, une statue de la Madone à l'Enfant de Belém.
L'entrée de la tour se fait par un porche décoré avec plusieurs motifs manuélins, dont la sphère armillaire. La tour entière est décorée de cordes torsadées sculptées dans la pierre, lesquelles forment même un nœud sur la façade nord du bâtiment. La tour est surmontée de statues de saint Vincent et de saint Michel archange, et est pourvue de plusieurs fenêtres cintrées. La loggia couverte de style Renaissance court sur toute la longueur de la face sud du premier étage de la tour, donnant une touche vénitienne à l'architecture du bâtiment. Les nombreux écus décorant les merlons sont de style néo-manuélin.
La tour, haute de 35 mètres, présente trois étages et une terrasse offrant un point de vue sur le paysage environnant. La poudre à canon était conservée au niveau de la mer. L'accession aux étages supérieurs se fait par un escalier en colimaçon. Les appartements du commandant se trouvaient au premier étage et une chapelle, dont la décoration reprenait la croix de l'ordre du Christ et la sphère armillaire, occupait le quatrième étage.

## Galerie

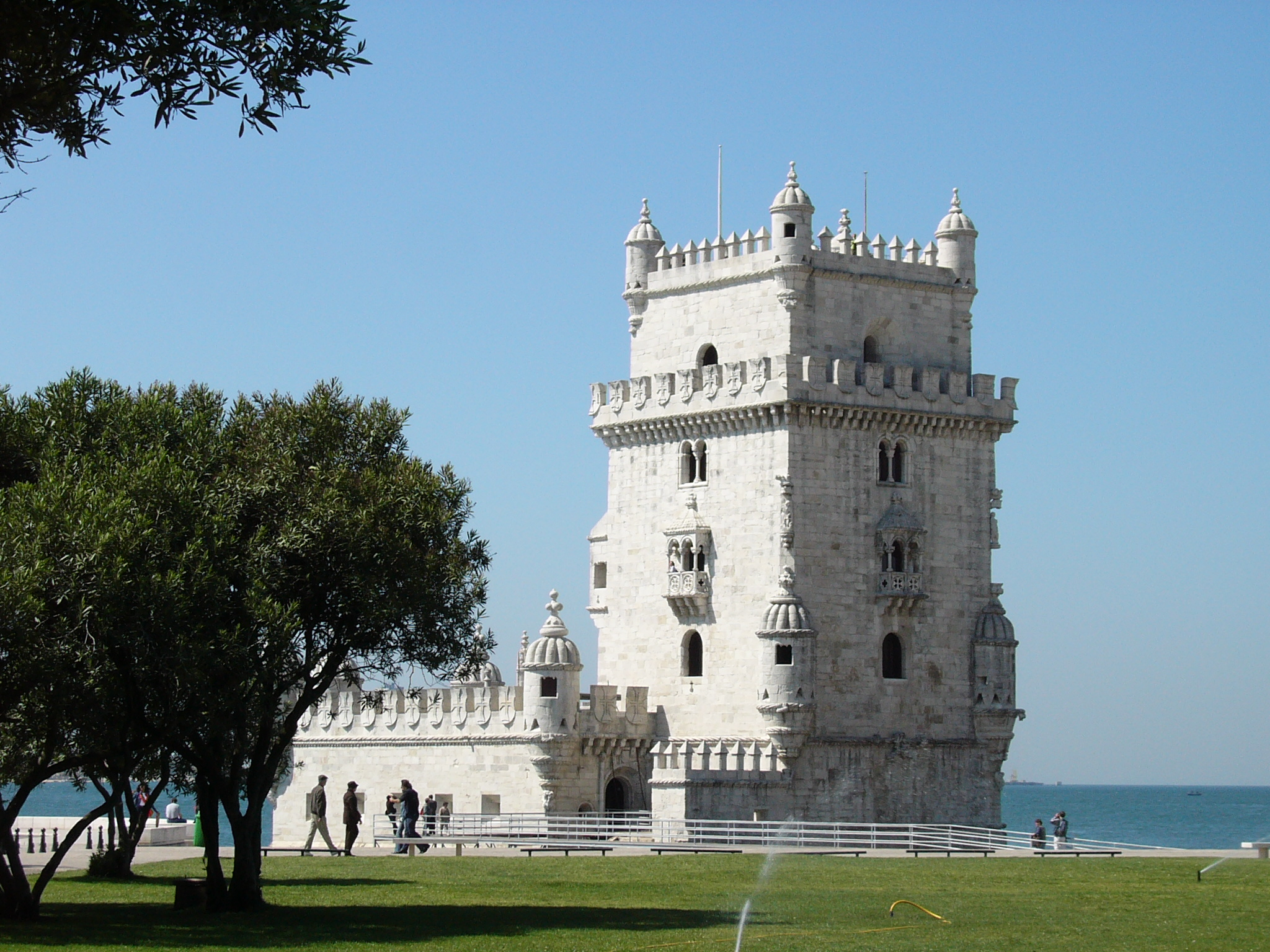
Les jardins de la tour de Belém.
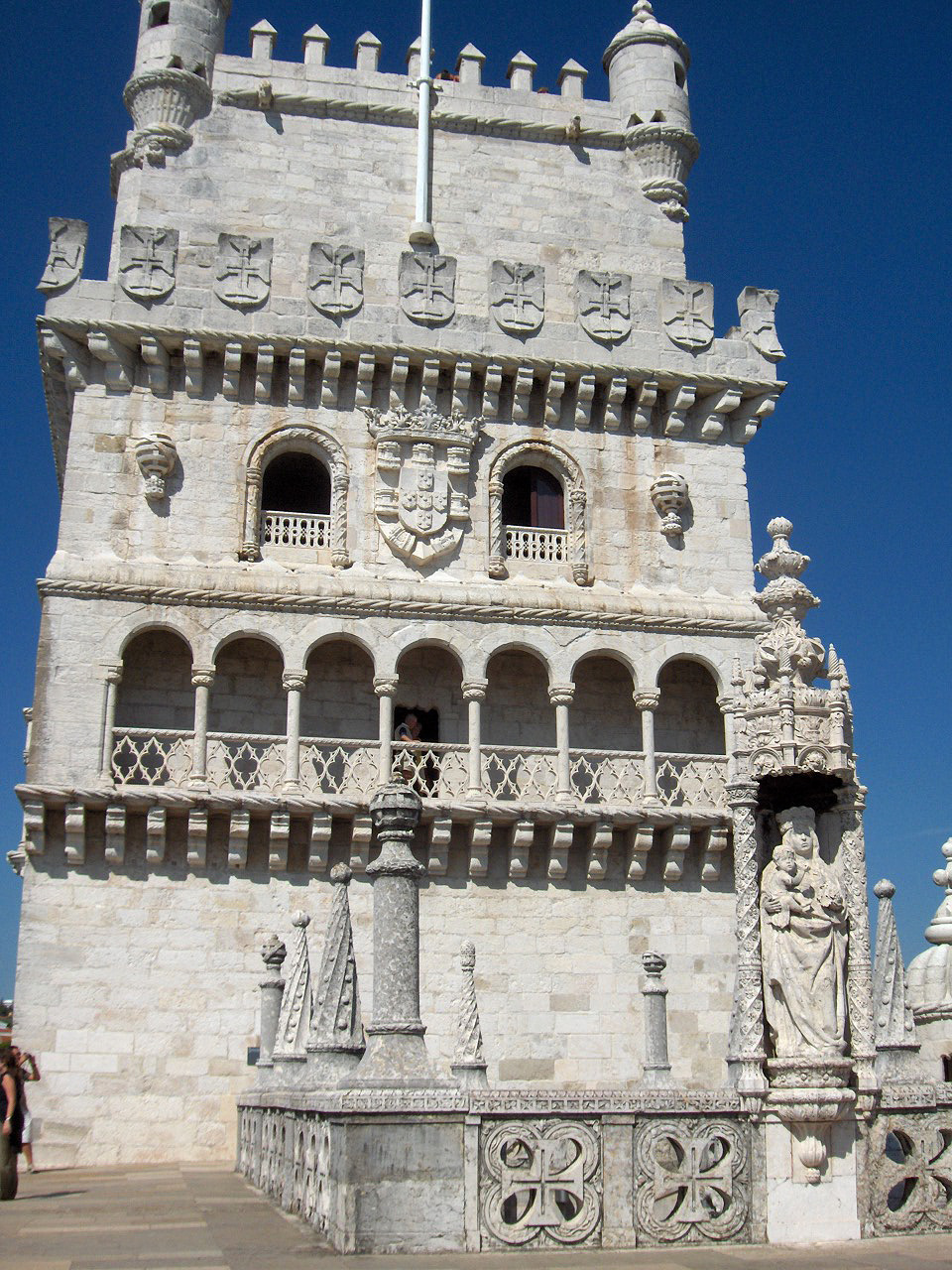
La décoration de style manuélin de la tour de Belém.
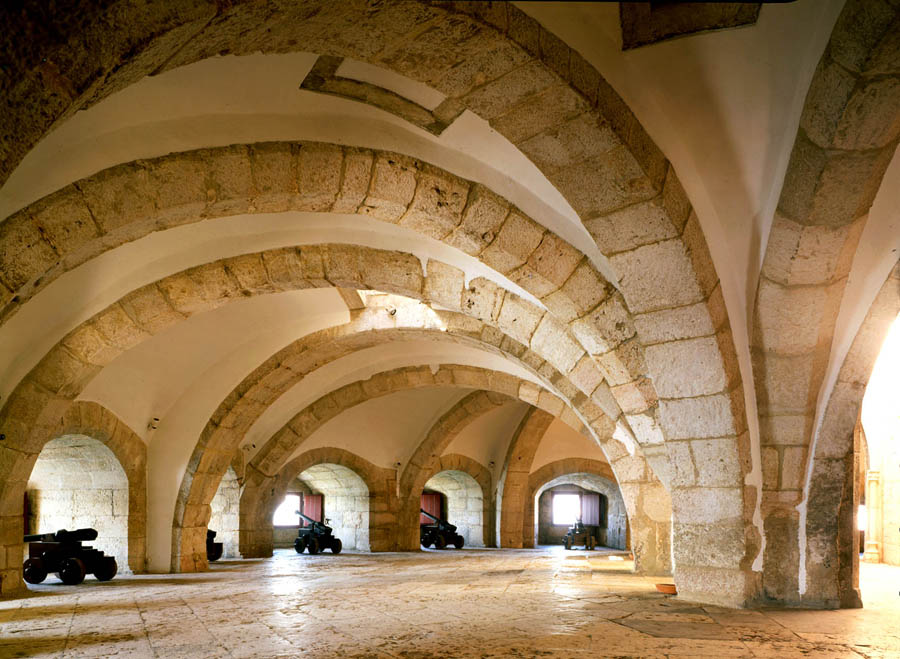
Casemate de la tour de Belém.
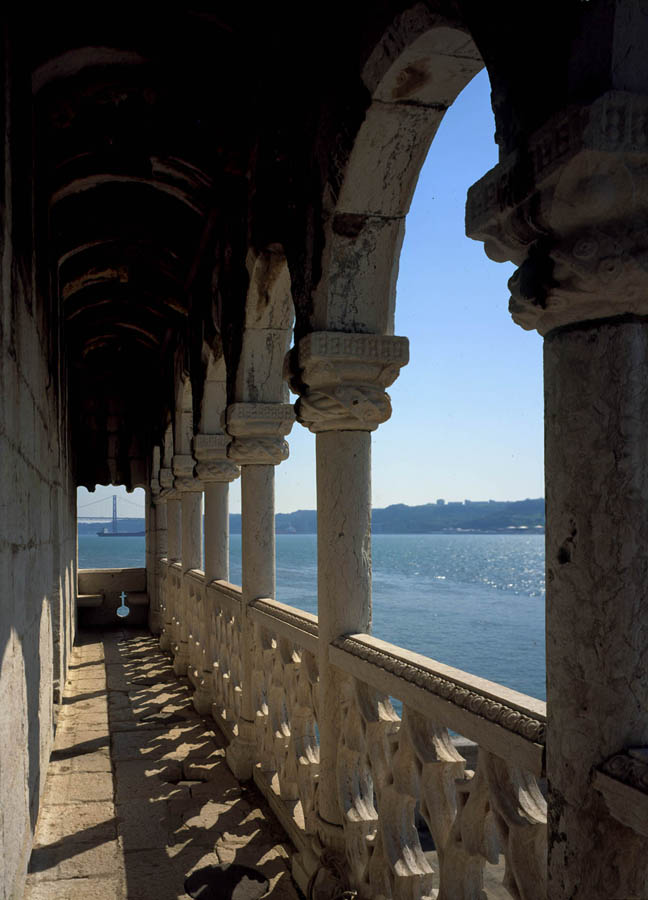
Loggia au premier étage de la tour de Belém.
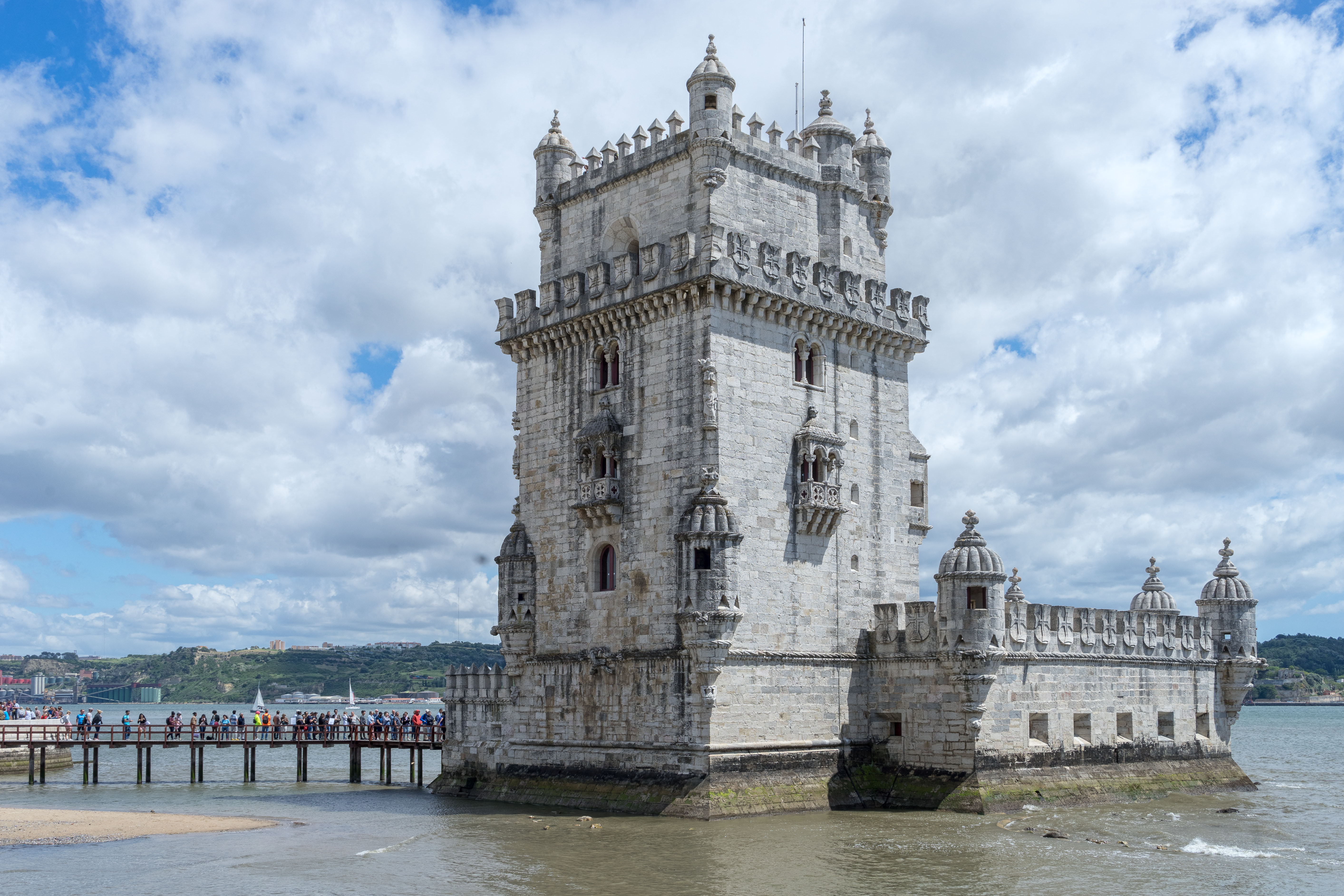
Vue nord-ouest.
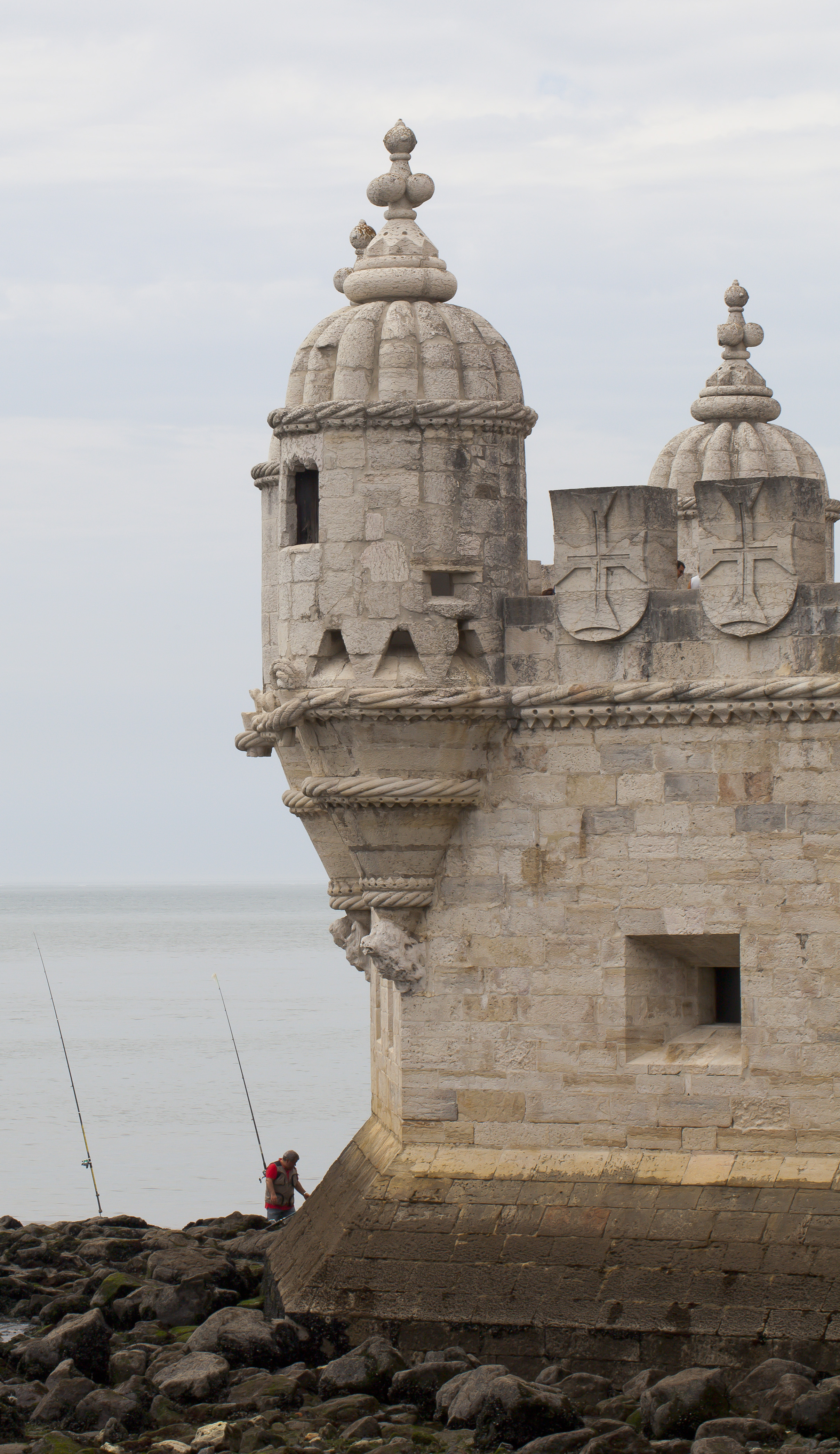
Détail.
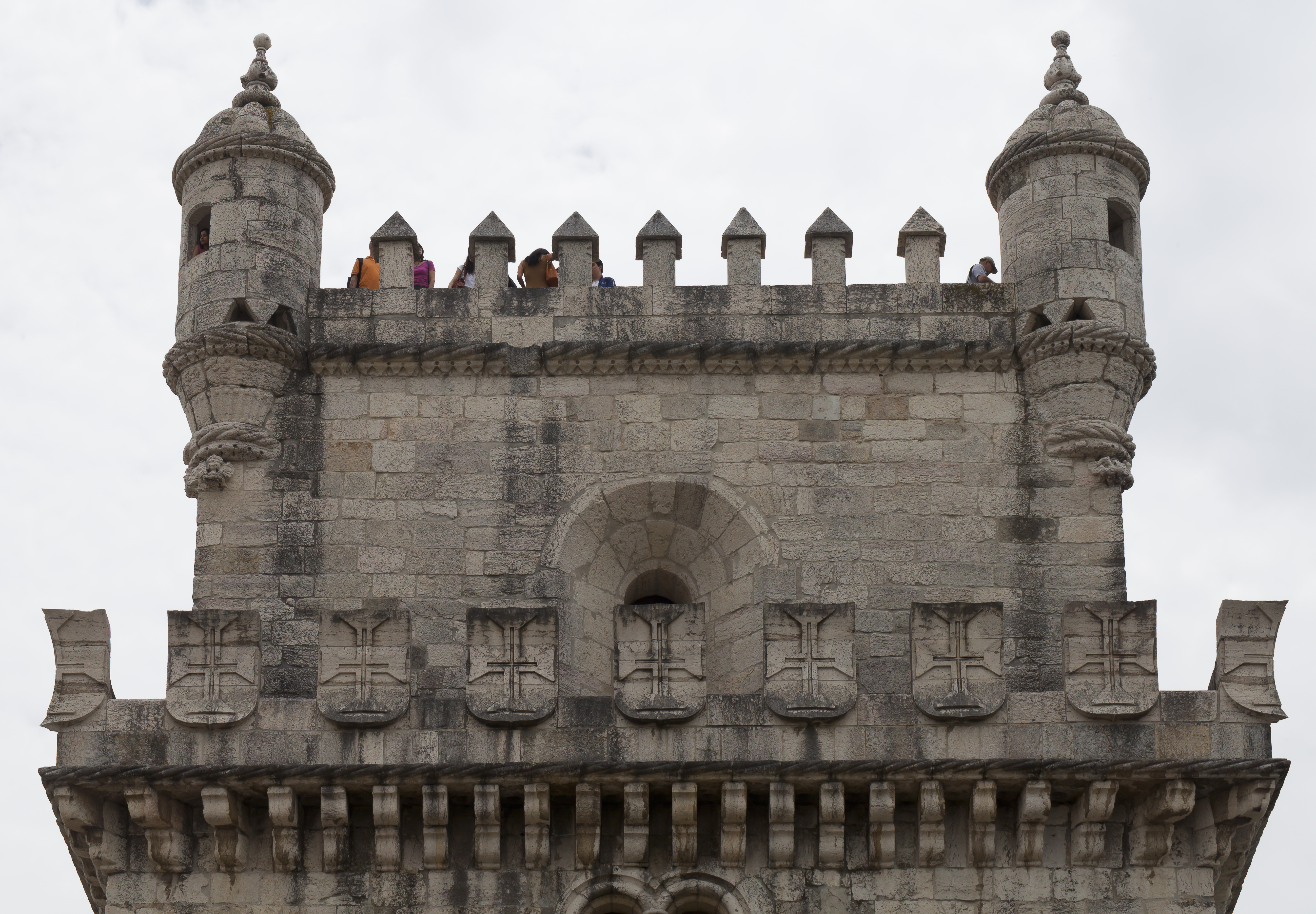
Détail.

## Dans l'art et la culture
- Le chanteur Laurent Voulzy dans album intitulé Belem parle de la tour de Bélem (deuxième piste Belem).
- La tour de Bélem peut être construite comme merveille mondiale dans le jeu vidéo Civilization VI (2016).